# لوكاس مانسينيلي
لوكاس مانسينيلي (بالإسبانية: Lucas Mancinelli)‏ هو لاعب كرة قدم أرجنتيني في مركز الدفاع، ولد في 6 يوليو 1989 في لابلاتا في الأرجنتين. لعب مع نادي لانوس.

## وصلات خارجية
- لوكاس مانسينيلي على موقع قاعدة بيانات كرة القدم.إي يو (الإنجليزية)
- لوكاس مانسينيلي على موقع Soccerway.com (الإنجليزية)